# GLEW
La OpenGL Extension Wrangler Library (GLEW) es una librería multiplataforma escrita en C/C++, destinada a ayudar en la carga y consulta de extensiones de OpenGL. La librería GLEW expone eficientes métodos, en tiempo de ejecución, para determinar qué extensiones de OpenGL son soportadas. Todas las extensiones de OpenGL son listadas en un solo archivo de cabecera, que se genera automáticamente respecto la lista oficial de extensiones. La librería GLEW está disponible para diversos sistemas operativos, entre los que se incluyen Windows, Linux, Mac OS X, FreeBSD, IRIX y Solaris.
El código de la librería es distribuido bajo una licencia BSD, y los scripts de generación del archivo de cabecera se distribuyen bajo licencia GPL.